# 2509 Chukotka
2509 Chukotka este un asteroid din centura principală, descoperit pe 14 iulie 1977 de Nikolai Cernîh.